# Forte de Porto Pim

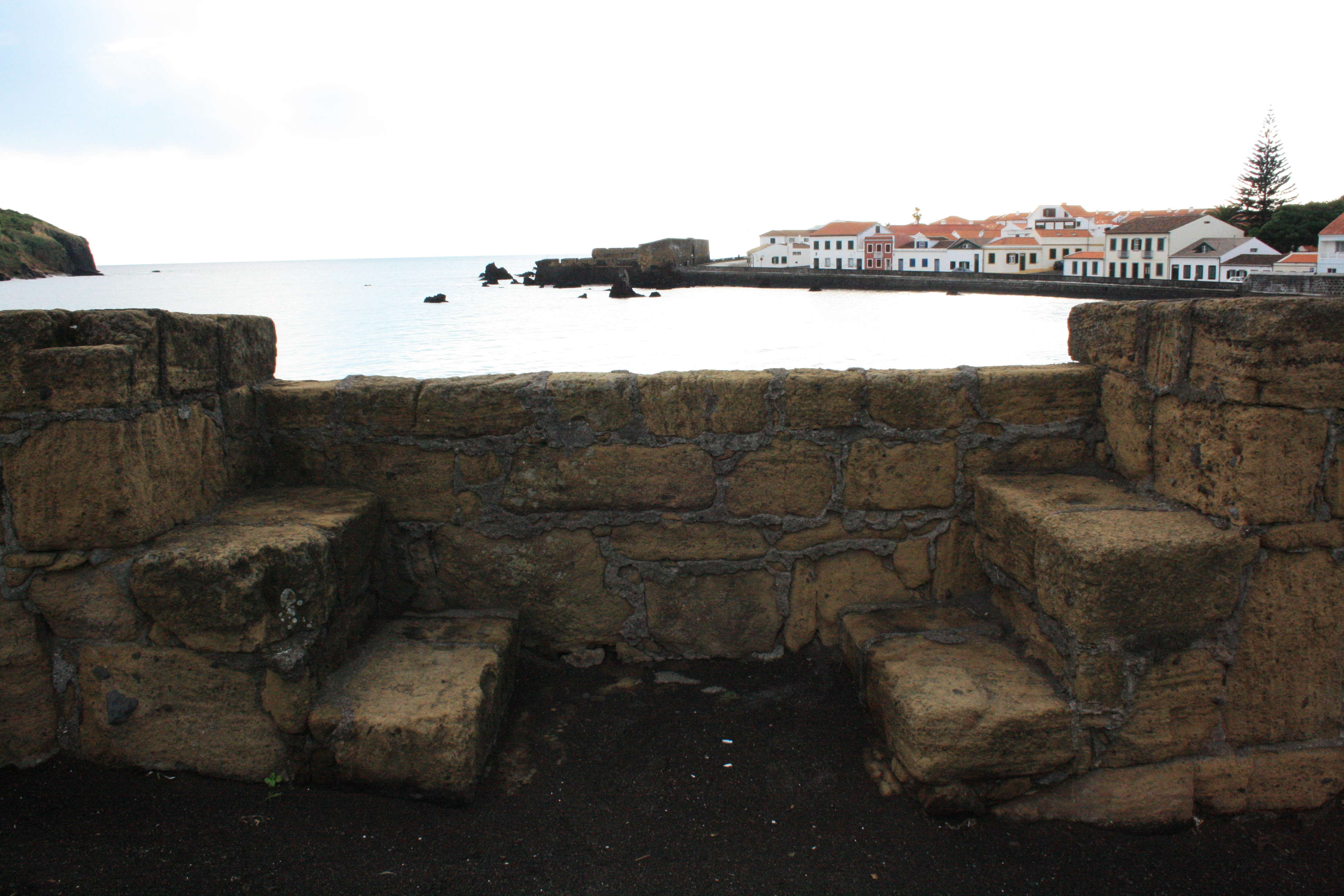
Bombardeira do Porto Pim, Horta.

O chamado Forte do Porto Pim, também conhecido como Bombardeira do Porto Pim, localiza-se ao longo da travessa de Porto Pim e da rua da Areinha Velha, na freguesia das Angústias, na cidade e concelho da Horta, na ilha do Faial, nos Açores.
Integra o complexo de fortificações da Baía de Porto Pim.

## História
Acredita-se tratar-se de uma construção relativamente recente, erguida sobre uma estrutura defensiva mais antiga, como por exemplo o chamado Reduto da Patrulha ou o Reduto da Eira, na relação "Fortificações nos Açores existentes em 1710", no contexto da Guerra da Sucessão Espanhola (1702-1714).[carece de fontes?]
A sua mais antiga função conhecida, ao final do século XIX, foi a depósito de carvão de pedra, madeiras e de aprestes de navios.
A "Relação" do marechal de campo Barão de Bastos em 1862 informa que "As muralhas e parapeitos tem algumas ruinas" e observa, com relação às estruturas da ilha:
"Devem ser conservados, por que defendem o porto da cidade da Horta, dando-lhe a conveniente importancia, mas seria util fazer-lhes as reparações de que carecem, e artilha-los convenientemente; pois quazi toda a artilharia e reparos se achão incapazes de serviço."
Encontra-se classificada como Imóvel de Interesse Público pelo Decreto Regulamentar Regional n.º 13/84/A, de 31 de Março e n.º 4 do artigo 58.º do Decreto Legislativo Regional n.º 29/2004/A, de 24 de Agosto.

## Características
Constitui-se em uma bateria elevada sobre o extradorso de uma abóbada de dois compartimentos. É acedida por uma escada de três lanços. Em seu terrapleno abrem-se três canhoneiras onde a artilharia não tem condições de trabalhar, de vez que estão posicionadas sobre o último lance e o patim superior da escada. De mesmo modo, questiona-se a sua funcionalidade, de vez que, para a artilharia chegar à plataforma, seria necessário erguê-la à cabrilha, dada a exiguidade da escada, que não permite o seu trânsito.